# Alfredo Ottaviani
Alfredo Ottaviani (nascut en Roma, el 29 d'octubre de 1890 i mort a la Ciutat del Vaticà, el 3 d'agost de 1979) fou un cardenal italià i un Prefecte emèrit de la Congregació per a la Doctrina de la Fe. Va servir com a secretari del Sant Ofici en la Cúria Romana des de 1959 a 1966 que eixe dicasteri va ser reorganitzat com la Congregació per a la Doctrina de la Fe, de la qual ell era Pro-Prefecte fins a 1968.
Ottaviani fou una figura prominent en l'església del seu temps i va ser la principal veu conservadora en el Concili Vaticà II.